# The Complete Studio Albums (1983-2008)
The Complete Studio Albums (1983-2008) es una caja recopilatoria de la cantante estadounidense Madonna, publicada de manera oficial y en el mundo el 26 de marzo de 2012 por la compañía Warner Bros. Records. La fecha coincidió con el lanzamiento de su duodécimo álbum de estudio, MDNA. El material contiene sus once discos de estudio, desde 1983 con Madonna hasta 2008 con Hard Candy, cada uno con una funda de cartón que reproducen las carpetas originales. En el mismo día de lanzamiento, también se publicó otra caja llamada Original Album Series, en el que se incluyeron las versiones remasterizadas de True Blue (1986), Like a Prayer (1989), Ray of Light (1998), Music (2000) y Confessions on a Dance Floor (2005).
Tras su publicación, obtuvo reseñas variadas de algunos periodistas y críticos, aunque en su mayoría de carácter positivo. Obtuvo buenos comentarios por el empaque general del recopilatorio, pero notaron la ausencia de varios éxitos de Madonna y otros materiales publicados por la compañía, pese a que la caja solo contiene los álbumes de estudio de la intérprete. Desde el punto de vista comercial, ingresó a las listas musicales de Alemania, Corea del Sur, Croacia, España, Finlandia, Francia, Italia, México, Países Bajos, Reino Unido y Suiza. En Japón, alcanzó la novena posición en el conteo de Oricon en la misma semana que MDNA ocupaba el cuarto puesto, lo que convirtió a Madonna en la primera artista extranjera en tener simultáneamente dos álbumes en el top diez.

## Antecedentes

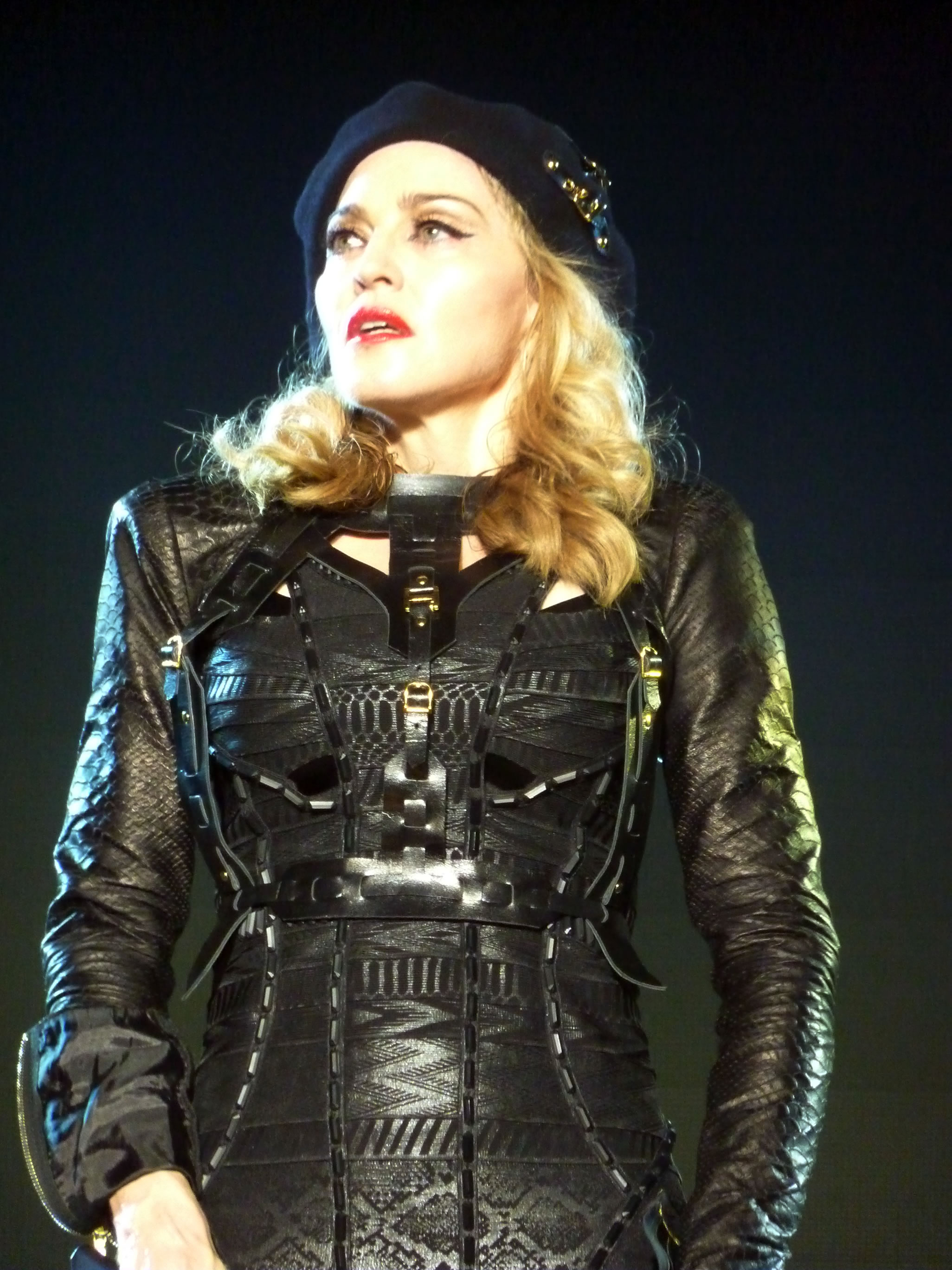
En casi todo el mundo, la publicación de The Complete Studio Albums (1983-2008) coincidió con la de MDNA, el duodécimo álbum de estudio de Madonna. En la imagen, la cantante en la gira The MDNA Tour (2012).

El 6 de marzo de 2012, el sitio web oficial de Madonna anunció que su anterior compañía discográfica, Warner Bros. Records (1982-2009), publicaría una caja recopilatoria con los once álbumes de estudio de la intérprete; fue puesto a la venta con el fin de coincidir con la fecha de lanzamiento mundial de su duodécimo disco, MDNA. La caja contiene cada álbum de Madonna, desde 1983 hasta 2008: incluye las versiones remasterizadas de Madonna (1983), Like a Virgin (1984) y True Blue (1986), más las originales de Like a Prayer (1989), Erotica (1992), Bedtime Stories (1994), Ray of Light (1998), Music (2000), American Life (2003), Confessions on a Dance Floor (2005) y Hard Candy (2008), cada una con una funda de cartón que reproducen las carpetas originales. Para complementar la publicación, iTunes vendió cada disco a través de la descarga digital a £3,95 por un tiempo limitado en el Reino Unido. En el mismo día de su lanzamiento, la compañía puso al mercado otra caja recopilatoria titulada Original Album Series que incluye cinco discos; las versiones remasterizadas de True Blue, Like a Prayer, Ray of Light, Music y Confessions on a Dance Floor.
Warner Bros. publicó la caja recopilatoria en los Estados Unidos el 20 de marzo de 2012, con los once discos de estudio de Madonna. De manera oficial, se puso a la venta en Europa y la mayor parte del mundo seis días después, es decir, el 26 de marzo, misma fecha en la que MDNA salió al mercado. En Japón, no estuvo disponible sino hasta el día siguiente, mientras que en Australia y Alemania, el 30 del mismo mes. Finalmente, en Canadá, se la publicó el 28 de agosto de 2012. El material también lleva los nombres de sus anteriores compañías discográficas con las que firmó, Sire Records (1982-1995) y Maverick Records (1992-2004). Esta es su tercera caja recopilatoria de grandes éxitos, después de The Royal Box (1991), que fue una edición limitada de The Immaculate Collection (1990), y CD Single Collection (1996) publicado exclusivamente en Japón y que incluyó cuarenta sencillos en CD de 3" —tres pulgadas—, desde «Burning Up» (1983) a «One More Chance», en una caja de color negro brillante con títulos rojos.

## Recepción comercial
Tras su lanzamiento, The Complete Studio Albums (1983-2008) obtuvo una recepción baja en la mayor parte del mundo. En el Reino Unido, ingresó en el puesto número 70 de su lista oficial el 7 de abril de 2014, la misma fecha en la que MDNA debutaba en el número uno. Con 2055 copias comercializadas en sus primeros siete días, las ventas totales de los álbumes de Madonna en el país durante el siglo XXI sumaban 7 279 423 copias, por lo que la convirtió en uno de los artistas con más ventas de este período. En los demás países de Europa, los resultados comerciales fueron muy bajos; en la mayoría, el álbum pasó solo una semana en los rankings oficiales. En Croacia, España, Finlandia, Francia, Italia y los Países Bajos, llegó al top 50, y en Alemania y Suiza, a los sesenta mejores.
Por su parte, en Japón entró en la novena posición del conteo oficial de Oricon, mientras que MDNA ocupaba el cuarto lugar; este hecho hizo a Madonna la primera artista extranjera en tener simultáneamente dos álbumes en el top diez. El último cantante en lograr tal hazaña fue Bruce Springsteen, quien en 1992 colocó los discos Human Touch y Lucky Town en los primeros diez puestos de la lista. Además, con esos dos lanzamientos, acumuló en total veintidós álbumes en el top diez, más que cualquier otro artista extranjero. Al vender 200 copias en su primera semana, la caja recopilatoria alcanzó la posición 81 de la lista Gaon Chart de Corea del Sur, mientras que en México, llegó al puesto 62. Finalmente, el material obtuvo una certificación de disco de oro por la Związek Producentów Audio Video (ZPAV) en Polonia, tras haber vendido 10 000 copias en ese país.

## Recepción crítica
The Complete Studio Albums (1983-2008) solo fue reseñada por algunos críticos y periodistas, que en general le otorgaron opiniones variadas, aunque en su mayoría de carácter positivo. La editorial de la versión estadounidense de Amazon la calificó como una colección «increíble» y «brillante» de la carrera de Madonna. Mike Diver, de la BBC, también le otorgó una crítica positiva; según él, esto «es la historia del pop, un documento de la fuerza femenina más poderosa en la industria musical, cuando comenzó su ascenso, alcanzó el estatus de superestrella, superó un par de deslices y finalmente aterrizó en los años 2000 como figura madre [y] absoluta de cada ídolo pop novato». Aunque la caja recopilatoria reúne los once álbumes de estudio de la artista, los periodistas notaron la falta de algunos de sus éxitos que no se incluyeron en ningún disco. Tal es el caso de Diver, quien reconoció la ausencia de «Justify My Love» y «Rescue Me», los sencillos del álbum de grandes éxitos The Immaculate Collection (1990), o de «Vogue» e «Into the Groove», opinión que compartió Robin Murray, de la revista Clash.
Otro de los comentarios hacia el recopilatorio fue el empaque del mismo. Así, Murray lo calificó como «espléndido», mientras que Diver, de BBC, lo describió como un «asunto sencillo». En un comentario más ambivalente, Andy Kellman, de Allmusic, señaló que esta colección es más para los recién llegados insaciables que los seguidores de muchos años, e indicó que pese a que el paquete era «elegante», no estaba bien elaborado — un estuche con cada disco empaquetado en una funda de papel. Finalmente, el autor declaró que aunque era una manera conveniente y considerablemente valuada de conseguir la mayoría de los álbumes de Madonna, una inversión de ese ámbito contendría todos los éxitos perdidos de la misma época. Finalmente, Stephen Thomas Erlewine, del mismo sitio, en su reseña a Original Album Series, comentó que los cinco discos incluidos en ese recopilatorio se encuentran entre sus mejores trabajos y esta caja es una manera rápida y razonable de conseguirlos a todos.

## Lista de canciones
La caja recopilatoria consiste de once álbumes de estudio de su carrera con la compañía discográfica Warner Bros. Records (1982-2009) y sus divisiones Sire Records (1982-2005) y Maverick Records (1992-2003).
| Madonna (1983) – Versión remasterizada de 2001 |                               |                              |                                                     |          |  |
| N.º                                            | Título                        | Escritor(es)                 | Productor(es)                                       | Duración |  |
| 1.                                             | «Lucky Star»                  | Madonna                      | Reggie Lucas (remezcla de John «Jellybean» Benitez) | 5:37     |  |
| 2.                                             | «Borderline»                  | Lucas                        | Lucas                                               | 5:20     |  |
| 3.                                             | «Burning Up»                  | Madonna                      | Lucas (remezcla de Benitez)                         | 3:45     |  |
| 4.                                             | «I Know It»                   | Madonna                      | Lucas                                               | 3:47     |  |
| 5.                                             | «Holiday»                     | Curtis Hudson · Lisa Stevens | Benitez                                             | 3:51     |  |
| 6.                                             | «Think of Me»                 | Madonna                      | Lucas                                               | 4:54     |  |
| 7.                                             | «Physical Attraction»         | Lucas                        | Lucas (remezcla de Benitez)                         | 6:39     |  |
| 8.                                             | «Everybody»                   | Madonna                      | Mark Kamins                                         | 6:02     |  |
| 9.                                             | «Burning Up» (versión de 12") | Madonna                      | Lucas (remezcla de Benitez)                         | 5:59     |  |
| 10.                                            | «Lucky Star» («New» Mix)      | Madonna                      | Lucas · Benitez                                     | 7:15     |  |

| Like a Virgin (1984) – Versión remasterizada de 2001 |                                        |                                  |                    |          |  |
| N.º                                                  | Título                                 | Escritor(es)                     | Productor(es)      | Duración |  |
| 1.                                                   | «Material Girl»                        | Peter Brown · Robert Rans        | Nile Rodgers       | 4:00     |  |
| 2.                                                   | «Angel»                                | Madonna · Stephen Bray           | Rodgers            | 3:56     |  |
| 3.                                                   | «Like a Virgin»                        | Tom Kelly · Billy Steinberg      | Rodgers            | 3:38     |  |
| 4.                                                   | «Over and Over»                        | Madonna · Bray                   | Rodgers            | 4:12     |  |
| 5.                                                   | «Love Don't Live Here Anymore»         | Miles Gregory                    | Rodgers            | 4:47     |  |
| 6.                                                   | «Dress You Up»                         | Andrea LaRusso · Peggy Stanziale | Rodgers            | 4:01     |  |
| 7.                                                   | «Shoo-Bee-Doo»                         | Madonna                          | Rodgers            | 5:16     |  |
| 8.                                                   | «Pretender»                            | Madonna · Bray                   | Rodgers            | 4:30     |  |
| 9.                                                   | «Stay»                                 | Madonna · Bray                   | Rodgers            | 4:07     |  |
| 10.                                                  | «Like a Virgin» (Extended Dance Remix) | Kelly · Steinberg                | Rodgers · Benitez+ | 6:08     |  |
| 11.                                                  | «Material Girl» (Extended Dance Remix) | Brown · Rans                     | Rodgers · Benitez+ | 6:07     |  |

| True Blue (1986) – Versión remasterizada de 2001 |                                   |                                         |                                      |          |  |
| N.º                                              | Título                            | Escritor(es)                            | Productor(es)                        | Duración |  |
| 1.                                               | «Papa Don't Preach»               | Brian Elliot · Madonna                  | Madonna · Stephen Bray               | 4:29     |  |
| 2.                                               | «Open Your Heart»                 | Madonna · Gardner Cole · Peter Rafelson | Madonna · Patrick Leonard            | 4:13     |  |
| 3.                                               | «White Heat»                      | Madonna · Leonard                       | Madonna · Leonard                    | 4:40     |  |
| 4.                                               | «Live to Tell»                    | Madonna · Leonard                       | Madonna · Leonard                    | 5:51     |  |
| 5.                                               | «Where's the Party»               | Madonna · Bray · Leonard                | Madonna · Leonard · Bray             | 4:21     |  |
| 6.                                               | «True Blue»                       | Madonna · Bray                          | Madonna · Bray                       | 4:18     |  |
| 7.                                               | «La isla bonita»                  | Madonna · Leonard · Bruce Gaitsch       | Madonna · Leonard                    | 4:02     |  |
| 8.                                               | «Jimmy Jimmy»                     | Madonna · Bray                          | Madonna · Bray                       | 3:55     |  |
| 9.                                               | «Love Makes the World Go Round»   | Madonna · Leonard                       | Madonna · Leonard                    | 4:31     |  |
| 10.                                              | «True Blue» (The Color Mix)       | Madonna · Bray                          | Madonna · Bray · Shep Pettibone+     | 6:40     |  |
| 11.                                              | «La isla bonita» (Extended Remix) | Madonna · Leonard · Gaitsch             | Madonna · Leonard · Chris Lord-Alge+ | 5:27     |  |

| Like a Prayer (1989) |                          |                                |                   |          |  |
| N.º                  | Título                   | Escritor(es)                   | Productor(es)     | Duración |  |
| 1.                   | «Like a Prayer»          | Madonna · Patrick Leonard      | Madonna · Leonard | 5:39     |  |
| 2.                   | «Express Yourself»       | Madonna · Stephen Bray         | Madonna · Bray    | 4:39     |  |
| 3.                   | «Love Song» (con Prince) | Madonna · Prince Rogers Nelson | Madonna · Prince  | 4:52     |  |
| 4.                   | «Till Death Do Us Part»  | Madonna · Leonard              | Madonna · Leonard | 5:16     |  |
| 5.                   | «Promise to Try»         | Madonna · Leonard              | Madonna · Leonard | 3:36     |  |
| 6.                   | «Cherish»                | Madonna · Leonard              | Madonna · Leonard | 5:03     |  |
| 7.                   | «Dear Jessie»            | Madonna · Leonard              | Madonna · Leonard | 4:20     |  |
| 8.                   | «Oh Father»              | Madonna · Leonard              | Madonna · Leonard | 4:57     |  |
| 9.                   | «Keep It Together»       | Madonna · Bray                 | Madonna · Bray    | 5:03     |  |
| 10.                  | «Spanish Eyes»           | Madonna · Leonard              | Madonna · Leonard | 5:15     |  |
| 11.                  | «Act of Contrition»      | Madonna · Leonard              | Madonna · Leonard | 2:19     |  |

| Erotica (1992) – versión Parental Advisory |                     |                                            |                     |          |  |
| N.º                                        | Título              | Escritor(es)                               | Productor(es)       | Duración |  |
| 1.                                         | «Erotica»           | Madonna · Shep Pettibone · Anthony Shimkin | Madonna · Pettibone | 5:20     |  |
| 2.                                         | «Fever»             | Eddie Cooley · John Davenport              | Madonna · Pettibone | 5:00     |  |
| 3.                                         | «Bye Bye Baby»      | Madonna · Pettibone · Shimkin              | Madonna · Pettibone | 3:56     |  |
| 4.                                         | «Deeper and Deeper» | Madonna · Pettibone · Shimkin              | Madonna · Pettibone | 5:33     |  |
| 5.                                         | «Where Life Begins» | Madonna · André Betts                      | Madonna · Betts     | 5:57     |  |
| 6.                                         | «Bad Girl»          | Madonna · Pettibone · Shimkin              | Madonna · Pettibone | 5:23     |  |
| 7.                                         | «Waiting»           | Madonna · Betts                            | Madonna · Betts     | 5:46     |  |
| 8.                                         | «Thief of Hearts»   | Madonna · Pettibone · Shimkin              | Madonna · Pettibone | 4:51     |  |
| 9.                                         | «Words»             | Madonna · Pettibone · Shimkin              | Madonna · Pettibone | 5:55     |  |
| 10.                                        | «Rain»              | Madonna · Pettibone                        | Madonna · Pettibone | 5:25     |  |
| 11.                                        | «Why's It So Hard»  | Madonna · Pettibone · Shimkin              | Madonna · Pettibone | 5:23     |  |
| 12.                                        | «In This Life»      | Madonna · Pettibone                        | Madonna · Pettibone | 6:23     |  |
| 13.                                        | «Did You Do It?»    | Madonna · Pettibone · Betts                | Madonna · Betts     | 4:54     |  |
| 14.                                        | «Secret Garden»     | Madonna · Betts                            | Madonna · Betts     | 5:32     |  |

| Bedtime Stories (1994) |                            |                                                                    |                                       |          |  |
| N.º                    | Título                     | Escritor(es)                                                       | Productor(es)                         | Duración |  |
| 1.                     | «Survival»                 | Madonna · Dallas Austin                                            | Nellee Hooper · Madonna               | 3:31     |  |
| 2.                     | «Secret»                   | Madonna · Austin                                                   | Madonna · Austin                      | 5:03     |  |
| 3.                     | «I'd Rather Be Your Lover» | Madonna · Dave Hall · The Isley Brothers · Christopher Jasper      | Madonna · Hall                        | 4:39     |  |
| 4.                     | «Don't Stop»               | Madonna · Austin · Colin Wolfe                                     | Madonna · Austin · Daniel Abraham+    | 4:38     |  |
| 5.                     | «Inside of Me»             | Madonna · Hall · Hooper                                            | Hooper · Madonna                      | 4:11     |  |
| 6.                     | «Human Nature»             | Madonna · Hall · Shawn McKenzie · Kevin McKenzie · Michael Deering | Madonna · Hall                        | 4:54     |  |
| 7.                     | «Forbidden Love»           | Babyface · Madonna                                                 | Hooper · Madonna                      | 4:08     |  |
| 8.                     | «Love Tried to Welcome Me» | Madonna · Hall                                                     | Madonna · Hall                        | 5:21     |  |
| 9.                     | «Sanctuary»                | Madonna · Austin · Anne Preven · Scott Cutler · Herbie Hancock     | Madonna · Austin (remezcla de Hooper) | 5:02     |  |
| 10.                    | «Bedtime Story»            | Hooper · Björk · Marius De Vries                                   | Hooper · Madonna                      | 4:53     |  |
| 11.                    | «Take a Bow»               | Babyface · Madonna                                                 | Babyface · Madonna                    | 5:21     |  |

| Ray of Light (1998) |                                     |                                                                      |                                  |          |  |
| N.º                 | Título                              | Escritor(es)                                                         | Productor(es)                    | Duración |  |
| 1.                  | «Drowned World/Substitute for Love» | Madonna · William Orbit · Rod McKuen · Anita Kerr · David Collins    | Madonna · Orbit                  | 5:09     |  |
| 2.                  | «Swim»                              | Madonna · Orbit                                                      | Madonna · Orbit                  | 5:00     |  |
| 3.                  | «Ray of Light»                      | Madonna · Orbit · Clive Maldoon · Dave Curtiss · Christine Ann Leach | Madonna · Orbit                  | 5:21     |  |
| 4.                  | «Candy Perfume Girl»                | Madonna · Orbit · Susannah Melvoin                                   | Madonna · Orbit                  | 4:34     |  |
| 5.                  | «Skin»                              | Madonna · Patrick Leonard                                            | Madonna · Orbit · Marius DeVries | 6:22     |  |
| 6.                  | «Nothing Really Matters»            | Madonna · Leonard                                                    | Madonna · Orbit · DeVries        | 4:27     |  |
| 7.                  | «Sky Fits Heaven»                   | Madonna · Leonard                                                    | Madonna · Orbit · Leonard        | 4:48     |  |
| 8.                  | «Shanti/Ashtangi»                   | Madonna · Orbit                                                      | Madonna · Orbit                  | 4:29     |  |
| 9.                  | «Frozen»                            | Madonna · Leonard                                                    | Madonna · Orbit · Leonard        | 6:12     |  |
| 10.                 | «The Power of Good-Bye»             | Madonna · Rick Nowels                                                | Madonna · Orbit · Leonard        | 4:10     |  |
| 11.                 | «To Have and Not to Hold»           | Madonna · Nowels                                                     | Madonna · Orbit · Leonard        | 5:23     |  |
| 12.                 | «Little Star»                       | Madonna · Nowels                                                     | Madonna · DeVries                | 5:18     |  |
| 13.                 | «Mer Girl»                          | Madonna · Orbit                                                      | Madonna · Orbit                  | 5:32     |  |

| Music (2000) |                                 |                                         |                                          |          |  |
| N.º          | Título                          | Escritor(es)                            | Productor(es)                            | Duración |  |
| 1.           | «Music»                         | Madonna · Mirwais Ahmadzaï              | Madonna · Ahmadzaï                       | 3:44     |  |
| 2.           | «Impressive Instant»            | Madonna · Ahmadzaï                      | Madonna · Ahmadzaï                       | 3:37     |  |
| 3.           | «Runaway Lover»                 | Madonna · William Orbit                 | Madonna · Orbit                          | 4:46     |  |
| 4.           | «I Deserve It»                  | Madonna · Ahmadzaï                      | Madonna · Ahmadzaï                       | 4:23     |  |
| 5.           | «Amazing»                       | Madonna · Orbit                         | Madonna · Orbit                          | 3:43     |  |
| 6.           | «Nobody's Perfect»              | Madonna · Ahmadzaï                      | Madonna · Ahmadzaï                       | 4:58     |  |
| 7.           | «Don't Tell Me»                 | Madonna · Ahmadzaï · Joe Henry          | Madonna · Ahmadzaï                       | 4:40     |  |
| 8.           | «What It Feels Like for a Girl» | Madonna · Guy Sigsworth                 | Madonna · Sigsworth · Mark «Spike» Stent | 4:43     |  |
| 9.           | «Paradise (Not for Me)»         | Madonna · Ahmadzaï                      | Madonna · Ahmadzaï                       | 6:33     |  |
| 10.          | «Gone»                          | Madonna · Damian Le Gassick · Nik Young | Madonna · Orbit · Stent                  | 3:24     |  |
| 11.          | «American Pie»                  | Don McLean                              | Madonna · Orbit                          | 4:33     |  |

| American Life (2003) – versión Parental Advisory |                     |                                         |                                          |          |  |
| N.º                                              | Título              | Escritor(es)                            | Productor(es)                            | Duración |  |
| 1.                                               | «American Life»     | Madonna · Mirwais Ahmadzaï              | Madonna · Ahmadzaï                       | 4:58     |  |
| 2.                                               | «Hollywood»         | Madonna · Ahmadzaï                      | Madonna · Ahmadzaï                       | 4:24     |  |
| 3.                                               | «I'm So Stupid»     | Madonna · Ahmadzaï                      | Madonna · Ahmadzaï · Mark «Spike» Stent^ | 4:09     |  |
| 4.                                               | «Love Profusion»    | Madonna · Ahmadzaï                      | Madonna · Ahmadzaï                       | 3:38     |  |
| 5.                                               | «Nobody Knows Me»   | Madonna · Ahmadzaï                      | Madonna · Ahmadzaï                       | 4:39     |  |
| 6.                                               | «Nothing Fails»     | Madonna · Guy Sigsworth · Jem Griffiths | Madonna · Ahmadzaï · Stent^              | 4:49     |  |
| 7.                                               | «Intervention»      | Madonna · Ahmadzaï                      | Madonna · Ahmadzaï                       | 4:54     |  |
| 8.                                               | «X-Static Process»  | Madonna · Stuart Price                  | Madonna · Ahmadzaï                       | 3:50     |  |
| 9.                                               | «Mother and Father» | Madonna · Ahmadzaï                      | Madonna · Ahmadzaï                       | 4:33     |  |
| 10.                                              | «Die Another Day»   | Madonna · Ahmadzaï                      | Madonna · Ahmadzaï                       | 4:38     |  |
| 11.                                              | «Easy Ride»         | Madonna · Monte Pittman                 | Madonna · Ahmadzaï                       | 5:05     |  |

| Confessions on a Dance Floor (2005) |                   |                                                                 |                                     |          |  |
| N.º                                 | Título            | Escritor(es)                                                    | Productor(es)                       | Duración |  |
| 1.                                  | «Hung Up»         | Madonna · Stuart Price · Benny Andersson · Björn Ulvaeus        | Madonna · Price                     | 5:36     |  |
| 2.                                  | «Get Together»    | Madonna · Anders Bagge · Peer Åström · Price                    | Madonna · Price                     | 5:30     |  |
| 3.                                  | «Sorry»           | Madonna · Price                                                 | Madonna · Price                     | 4:43     |  |
| 4.                                  | «Future Lovers»   | Madonna · Mirwais Ahmadzaï                                      | Madonna · Ahmadzaï                  | 4:51     |  |
| 5.                                  | «I Love New York» | Madonna · Price                                                 | Madonna · Price                     | 4:11     |  |
| 6.                                  | «Let It Will Be»  | Madonna · Ahmadzaï, Price                                       | Madonna · Price                     | 4:18     |  |
| 7.                                  | «Forbidden Love»  | Madonna · Price                                                 | Madonna · Price                     | 4:22     |  |
| 8.                                  | «Jump»            | Madonna · Joe Henry · Price                                     | Madonna · Price                     | 3:46     |  |
| 9.                                  | «How High»        | Madonna · Christian Karlsson · Pontus Winnberg · Henrik Jonback | Madonna · Bloodshy & Avant · Price* | 4:40     |  |
| 10.                                 | «Isaac»           | Madonna · Price                                                 | Madonna · Price                     | 6:03     |  |
| 11.                                 | «Push»            | Madonna · Price                                                 | Madonna · Price                     | 3:57     |  |
| 12.                                 | «Like It or Not»  | Madonna · Karlsson · Winnberg · Jonback                         | Madonna · Bloodshy & Avant          | 4:31     |  |

| Hard Candy (2008) |                                                 |                                                   |                                                  |          |  |
| N.º               | Título                                          | Escritor(es)                                      | Productor(es)                                    | Duración |  |
| 1.                | «Candy Shop»                                    | Pharrell Williams · Madonna                       | The Neptunes · Madonna*                          | 4:16     |  |
| 2.                | «4 Minutes» (con Justin Timberlake y Timbaland) | Madonna · Tim Mosley · Timberlake · Nate Hills    | Timbaland · Timberlake · Danja                   | 4:04     |  |
| 3.                | «Give it 2 Me»                                  | Williams · Madonna                                | The Neptunes · Madonna*                          | 4:48     |  |
| 4.                | «Heartbeat»                                     | Williams · Madonna                                | The Neptunes · Madonna*                          | 4:04     |  |
| 5.                | «Miles Away»                                    | Madonna · Mosley · Timberlake · Hills             | Timbaland · Timberlake · Danja                   | 4:49     |  |
| 6.                | «She's Not Me»                                  | Williams · Madonna                                | The Neptunes · Madonna*                          | 6:05     |  |
| 7.                | «Incredible»                                    | Williams · Madonna                                | The Neptunes · Madonna*                          | 6:20     |  |
| 8.                | «Beat Goes On» (con Kanye West)                 | Williams · Madonna · West                         | The Neptunes · Madonna*                          | 4:27     |  |
| 9.                | «Dance 2night» (con Justin Timberlake)          | Madonna · Mosley · Timberlake · Hannon Lane       | Timbaland · Timberlake · Lane* · Demo Castellon^ | 5:03     |  |
| 10.               | «Spanish Lesson»                                | Williams · Madonna                                | The Neptunes · Madonna*                          | 3:38     |  |
| 11.               | «Devil Wouldn't Recognize You»                  | Madonna · Mosley · Timberlake · Hills · Joe Henry | Timbaland · Timberlake · Danja                   | 5:09     |  |
| 12.               | «Voices»                                        | Madonna · Mosley · Timberlake · Hills · Lane      | Timbaland · Timberlake · Danja · Lane*           | 3:40     |  |

Notas
- (*) denota coproductor.
- (^) denota productor adicional.
- (+) denota productor adicional y remezcla.

## Posicionamiento en listas y certificaciones
| País (Lista 2012) | Mejor posición |
| ----------------- | -------------- |
| Alemania          | 63             |
| Corea del Sur     | 81             |
| Croacia           | 28             |
| España            | 44             |
| Finlandia         | 45             |
| Francia           | 26             |
| Italia            | 19             |
| Japón             | 9              |
| México            | 62             |
| Países Bajos      | 48             |
| Reino Unido       | 70             |
| Suiza             | 52             |

| País (organismo certificador) | Certificación | Ventas certificadas |
| ----------------------------- | ------------- | ------------------- |
| Polonia (ZPAV)                | Oro           | 10 000              |

## Historial de lanzamientos
| País           | Fecha                | Discográfica | Formato            | Ref.        |
| -------------- | -------------------- | ------------ | ------------------ | ----------- |
| Estados Unidos | 20 de marzo de 2012  | Warner Bros. | Caja recopilatoria | [ 1 ] [ 5 ] |
| Europa         | 26 de marzo de 2012  | Warner Bros. | Caja recopilatoria | [ 11 ]      |
| Reino Unido    | 26 de marzo de 2012  | Warner Bros. | Caja recopilatoria | [ 37 ]      |
| España         | 27 de marzo de 2012  | Warner Bros. | Caja recopilatoria | [ 38 ]      |
| Italia         | 27 de marzo de 2012  | Warner Bros. | Caja recopilatoria | [ 39 ]      |
| Japón          | 27 de marzo de 2012  | Warner Bros. | Caja recopilatoria | [ 12 ]      |
| Australia      | 30 de marzo de 2012  | Warner Bros. | Caja recopilatoria | [ 13 ]      |
| Alemania       | 30 de marzo de 2012  | Warner Bros. | Caja recopilatoria | [ 14 ]      |
| Canadá         | 28 de agosto de 2012 | Warner Bros. | Caja recopilatoria | [ 15 ]      |